# 2008 (numero)
Duemilaotto (2008) è il numero naturale dopo il 2007 e prima del 2009.

## Proprietà matematiche
- È un numero pari.
- È un numero composto da 8 divisori: 1, 2, 4, 8, 251, 502, 1004, 2008. Poiché la somma dei suoi divisori (escluso il numero stesso) è 1772 < 2008, è un numero difettivo.
- È un numero rifattorizzabile in quanto divisibile per il numero dei propri divisori.
- È un numero felice.
- È un numero intoccabile.
- È un numero congruente.
- È un numero semiperfetto in quanto pari alla somma di alcuni (o tutti) i suoi divisori.
- È un numero odioso.
- È parte delle terne pitagoriche (1506, 2008, 2510), (2008, 3765, 4267), (2008, 62985, 63017), (2008, 125994, 126010), (2008, 252000, 252008), (2008, 504006, 504010), (2008, 1008015, 1008017).

## Astronomia
- 2008 Konstitutsiya è un asteroide della fascia principale del sistema solare.
- 2008 TC3 è un meteoroide (un piccolo asteroide) dall'orbita prossima a quella terrestre.

## Astronautica
- Cosmos 2008 è un satellite artificiale russo.